# System beat
System Beat és un col·lectiu de música electrònica format el 2015 a Catalunya. Es constitueix l'octubre de 2015, i inicia una fase de producció i experimentació que s'allarga fins al setembre del 2017, quan presenten el seu primer senzill Una Altra Dimensió. El novembre del mateix any publiquen el seu segon senzill Caminem. El març del 2017 inicien la seva primera gira que els portarà per Catalunya, Euskal Herria i França.

## Discografia
Senzills
- Una Altra Dimensió (feat. Sílvia Farrés), La Atlàntida Studio, 2016
- Caminem, La Atlàntida Studio, 2016